# Alan Jackson (muzyk)
Alan Eugene Jackson (ur. 17 października 1958 w Newnan) – amerykański muzyk country, wokalista i autor tekstów. Nagrał 14 albumów studyjnych, 3 albumy Największych Przebojów, 2 albumy świąteczne, 2 albumy gospel i kilka kompilacji. Więcej niż 50 jego piosenek pojawiło się na liście magazynu Billboard "Top 30 Country Songs". Jackson sprzedał ponad 60 milionów płyt na całym świecie.

## Dyskografia

### Albumy studyjne
- New Traditional (1987)
- Here in the Real World (1990)
- Don't Rock the Jukebox (1991)
- A Lot About Livin' (And a Little 'Bout Love) (1992)
- Honky Tonk Christmas (1993)
- Who I Am (1994)
- Everything I Love (1996)
- High Mileage (1998)
- Under the Influence (1999)
- When Somebody Loves You (2000)
- Drive (2002)
- Let It Be Christmas (2002)
- What I Do (2004)
- Like Red on a Rose (2006)
- Precious Memories (2006)
- Good Time (2008)
- Freight Train (2010)
- Thirty Miles West (2012)
- The Bluegrass Album (2013)
- Precious Memories Volume II (2013)
- Angels and Alcohol (2015)
- Where Have You Gone (2021)

### Albumy koncertowe
- Live at Texas Stadium (2007)